# Susann Klossek
Susann Klossek (* 14. Dezember 1966 in Leipzig) ist eine deutsche Schriftstellerin, Journalistin, Malerin und Bloggerin.

## Leben
Im Anschluss an ihr Studium der Germanistik und Slawistik in Leipzig absolvierte sie eine Ausbildung zur Wirtschaftskauffrau. Nach der Wende siedelte sie 1990 in die Schweiz über und verkaufte für ein Zürcher Unternehmen Rohöldestillationsanlagen nach Russland. Seit 1999 ist sie als Produzentin und Redakteurin für diverse Medienfirmen in Zürich tätig.
2003 erschien ihr erster Lyrikband Nichts und wieder Nichts. Dem folgte ein Roman, weitere Kurzgeschichten- und Gedichtbände sowie etliche Beiträge in Anthologien und Literaturzeitschriften. Für Tropenfieber, eine Sammlung von Kurzgeschichten, in denen sie ohne Tabus auf humorvolle Art autobiografische Reiseerlebnisse schildert, erhielt Klossek 2008 ein Werksstipendium der Gemeinde Thalwil.
Von 2011 bis 2013 schrieb sie Gags für die Satiresendung Giacobbo/Müller auf SRF 1.
2016 erschien im Freiraum-Verlag Der Mann im gelben Kleid – Hohelied der Flughunde, ein lyrisches Wortgefecht zwischen Klossek und dem Augsburger Schriftsteller Benedikt Maria Kramer.
Im Frühjahr 2017 verbrachte Klossek im Zuge eines Auslandsstipendiums (gewonnenes Aufenthaltsstipendium der Kultur der Stadt Zürich; Abt. Literatur) zwei Monate am Alice Boner Institut in Varanasi.
Susann Klossek lebt in Zürich.

## Werke
- Nichts und wieder nichts. Zeidler Verlag, Plauen 2003, ISBN 3-937874-00-3 (Lyrik)
- Männer. Amicus Verlag, Föritz/Weidhausen 2005, ISBN 978-3-935660-63-1 (Kurzgeschichten)
- Berührung im Dickicht. Verlag Janos Stekovics, Dößeln 2006, ISBN 978-3-89923-130-4 (Lyrik)
- Besser dümpeln – Kleiner Ratgeber zur Lebens(ver)Planung. Eigenverlag, 2008 (Comic-Zeichnungen und Texte)
- Tropenfieber. Books on demand, Norderstedt 2008, 2. Auflage 2010, ISBN 978-3-8334-8669-2 (Reisereportagen)
- desperate mousewife – Wollen Sie die Datei Karriere wirklich löschen?. Novum Eco Verlag, Berlin 2010, ISBN 978-3-85251-918-0 (Roman)
- Der letzte große Bluff: 51 Kurze. gONZoVerlag, Mainz 2013, ISBN 978-3-9814439-9-8 (Lyrik)
- In mir ein Fluss. gONZoVerlag, Mainz 2015, ISBN 978-3-944564-12-8 (Lyrik)
- Pferde wetten nicht auf Menschen. gONZoVerlag, Mainz 2016, ISBN 978-3-944564-13-5 (Road Poem)
- Der Mann im gelben Kleid – Hohelied der Flughunde. Freiraum-Verlag, Greifswald 2016, ISBN 978-3-943672-95-4 (Lyrischer Dialog zusammen mit Benedikt Maria Kramer)
- Varanasi – Endstation Ganges. Freiraum-Verlag, Greifswald 2019, ISBN 978-3962750107 (Reisereportage)
  - Neuauflage im gONZoVerlag, Mainz 2020, ISBN 978-3-944564-46-3
- Zurück aufs Eis – Wie man keinen Roman schreibt. gONZoVerlag, Mainz 2019, ISBN 978-3944564449 (Briefroman)
- Fatum – Drei Pfade ins Nichts. Songdog Verlag, Wien/Bern 2020, ISBN 978-3-950422-48-1 (Road Poems)